# Chaetosargus secundus
Chaetosargus secundus är en tvåvingeart som först beskrevs av Albuquerque 1955.  Chaetosargus secundus ingår i släktet Chaetosargus och familjen vapenflugor. Inga underarter finns listade i Catalogue of Life.